# Hravouka
Hravouka je česká výuková hra z roku 2019, která vznikla podle stejnojmenné knížky. Je určena pro malé děti, aby poznaly přírodu. Při hře je „doprovází“ myška. Anglický titul zní Little Mouse's Encyclopedia. Hru má na svědomí studio Circus Atos.

## Hratelnost
Hráč ovládá myšku, s níž prozkoumává herní svět, v němž vidí různé živočichy a rostliny, s nimiž je možná interakce a jež hráči umožní poznat přírodu.